# Alberto Ribeiro
Alberto Dias Ribeiro (* 29. Februar 1920 in Cancela, Gemeinde Ermesinde; † 27. Juni 2000 in Porto) war ein portugiesischer Opernsänger und Filmschauspieler. Er erlangte als Tenor in Operetten, Music Hall, Revuen und Werken des portugiesischen Films und in Zarzuelas in Spanien einige Bekanntheit und nahm eine Vielzahl Schallplatten in Portugal und im Ausland auf. Er komponierte auch einige Lieder für Filme.

## Leben
Ribeiro wurde in einem Dorf der Gemeinde Ermesinde im Norden Portugals in eine Musikerfamilie geboren. Bereits im Alter von sieben Jahren und unter Einfluss seines älteren Bruders Cristiano sang er Fado de Coimbra im Café Portugal in Porto und mit neun sang er auf Wohltätigkeitsveranstaltungen in Porto. Nach dem Tod seines Vaters ging er mit 14 Jahren in die Hauptstadt Lissabon, wo er sich auch dem traditionellen Fado zuwandte und 1934 nach einem Vortrag des Fado Hilário, einem Fadostandard, im renommierten Fadolokal Café Luso ein erstes Engagement bekam. Um seinen Lebensunterhalt zu bestreiten, wurde er daneben Elektriker, auch wenn sich fortan eine Laufbahn als Sänger andeutete.
Er nahm praktischen und theoretischen Gesangsunterricht (Gesang bei Maria António Pellegrini und danach klassischen Gesang bei Elena Pellegrini), und seine wohltemperierte Stimme gewann weiter an Format. In der Folge nahm er erste Engagements am Theater an, wo er insbesondere in den beliebten Musikrevuen und Musikkomödien der Zeit erste Aufmerksamkeit weckte, insbesondere seit seinem Auftritt 1936 in Morena Clara (von Antonio Quintero und Pascual Guillén) am Teatro Sá da Bandeira in Porto. Ab 1940 nahm seine Karriere dann stärker Fahrt auf, mit einer Vielzahl Auftritten in Operetten und Revuen.
1944 engagierte ihn die in Portugal engagierte Spanierin Célia Gamez für eine Spanientournee. Während seiner Zeit in Spanien nahm er auch seine erste Filmrolle an, in der er gleich die Hauptrolle bekam. In Barcelona nahm er einige seiner bekanntesten Schallplatten auf, darunter Marco do Correio, Balão, Balão, Olhos Negros und Guadiana.
1946 kehrte er nach Portugal zurück, wo er gleich in einer Operette und einem Film mitwirkte und vom wichtigsten portugiesischen Radiosender Emissora Nacional für regelmäßige Auftritte engagiert wurde.

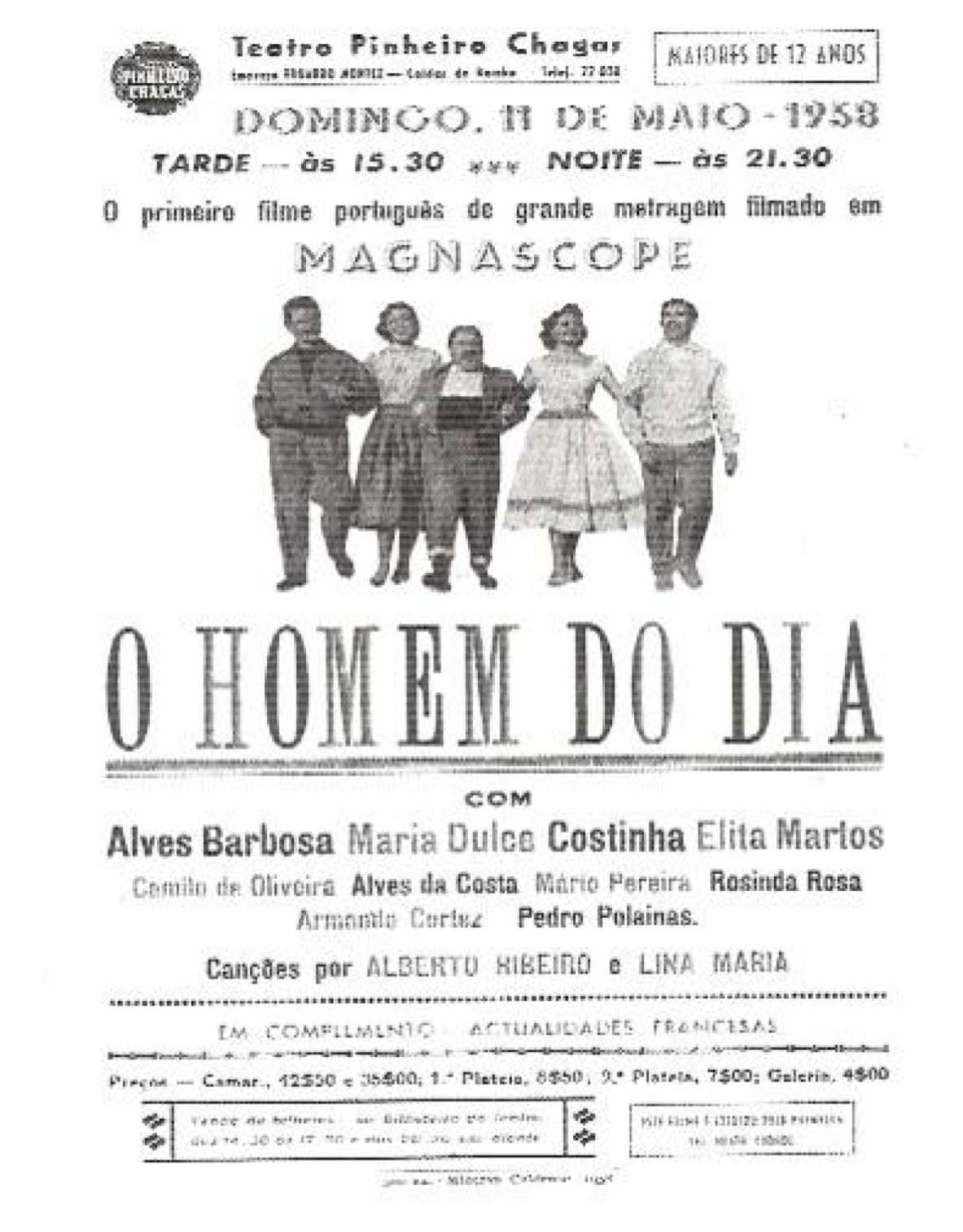
Filmplakat zum Film O Homem do Dia, mit Radrennfahrer Alves Barbosa. Alberto Ribeiro produziert den Film 1958, schrieb einige Lieder für ihn und spielte dort eine Nebenrolle.

Hatte er bis hierher einige Bekanntheit erreicht, so stieg er mit seiner Hauptrolle im Film Capas Negras (1947) an der Seite der populären Fadosängerin Amália Rodrigues, in dem er u. a. das später weltbekannte April in Portugal sang, über Nacht zu einem großen Star auf. Im Folgejahr ging er nach Brasilien, wo er Gastspielreisen und eine Vielzahl erfolgreicher Engagements an verschiedenen Radiostationen absolvierte, aber auch im aufkommenden Fernsehen mitwirkte und Hauptrollen in Revuen und Music Halls erhielt, unter anderem im Ensemble Chianca de Garcias.
1949 trat er auf einer Veranstaltung in New York auf, auf Einladung des portugiesischen Botschafters. Er erhielt danach Einladungen (u. a. vom Sender NBC, für Broadway-Produktionen und für die Carnegie Hall), weigerte sich allerdings als brasilianischer Künstler aufzutreten, so dass es zu keinem dieser Engagements in den USA kam.
Erst 1950 kam er wieder nach Portugal, wo er wieder auf Lissabonner Bühnen zu sehen war, neben einer Operette (A Leiteira de Entre-Arroios im Teatro Variedades) vor allem in der Operette Cantiga da Rua, die auf dem kurz vorher produzierten Kinofilm Cantiga da Rua basierte, in dem er an Drehbuch und Musik und auch als Darsteller mitwirkte und der eine der erfolgreichen Lissabonner Komödien (Comédias portuguesas) wurde.
1951 trat er im Revuestück Sol de Portugal auf, das in Spanien Premiere hatte und später auch in Portugal aufgeführt wurde.
Im Jahr 1951 gründete er erstmals ein eigenes Veranstaltungsunternehmen, die Feira da Rádio – Organisações Alberto Ribeiro. Mit dem Ensemble ging er auf Gastspielreisen durch die aufstrebenden Portugiesischen Kolonien in Afrika (die heutigen PALOP-Staaten). Zu dieser Zeit lernte er auch die spanische Schauspielerin Elita Martos kennen.
Kurz nach seiner Hauptrolle im Kinofilm Rosa de Alfama 1953 verabschiedete sich Ribeiro dann plötzlich und ohne Angabe von Gründen von den Bühnen.
1954 heiratete er Elita Martos, und 1958 drehte er mit ihr zusammen den Film O Homem do Dia. Der Film zeigte den damals populärsten portugiesischen Radrennfahrer Alves Barbosa und war der erste portugiesische Film in Cinemascope. Ribeiro produzierte den Film auch, der jedoch keine großen Erfolge feiern konnte. Danach trat er noch bei einem großen, vom portugiesischen Fremdenverkehrsamt organisierten Wohltätigkeitskonzert für die ersten Veteranen des 1961 in Angola ausgebrochenen Portugiesischen Kolonialkriegs im Maracanã-Stadion in Rio de Janeiro auf, hielt sich aber ansonsten weiter von den Bühnen fern.
1964 trat er dann unvermittelt wieder auf, zur Wiederauflage seiner Operette Nazaré im Teatro Maria Vitória. Es folgte eine Filmrolle in A Canção da Saudade im gleichen Jahr, danach zog er sich endgültig aus der Öffentlichkeit zurück, enttäuscht von der fehlenden Wertschätzung für Künstler durch die Veranstalter in Portugal.
Einen letzten Auftritt hatte er 1970 in der südafrikanischen Hauptstadt Pretoria, bei einem Konzert in einem Fußballstadion vor 50.000 Zuschauern.
Er verbrachte seine letzten Lebensjahre in Porto, wo er 2000 starb.

## Rezeption
Ribeiro zählt zu den populärsten Sängern und Darstellern des portugiesischen Publikums der 1940er und 1950er Jahren. Neben seinen erfolgreichen Auftritten in Operetten und im Revuetheater nahm er über 200 Schallplatten auf und wirkte in einigen Filmen mit, insbesondere der enorm erfolgreiche Capas Negras 1947. Seit den 1960er Jahren geriet er beim breiten Publikum jedoch weitgehend in Vergessenheit, zu sehr war sein Schaffen mit der Zeit der erfolgreichen, aber oft vorübergehend populären Revuen und Musikfilmen verbunden, so dass nur seine Generation ihn als Star kannte.
Erst im Zuge von Wiederveröffentlichungen seiner bekanntesten Filme und Lieder und mit Erscheinen neuer Büchern und Lexika zu portugiesischer Musik- und Filmgeschichte erinnerte man sich wieder genauer an ihn. Er blieb dabei vor allem als Sänger mit dem dünnen Schnurrbart bekannt, der einige zeitüberdauernde Lieder in bekannt gebliebenen Filmen sang, ansonsten aber als Star der 1950er Jahre für eine Zeit steht, in der die Musik in Portugal wenig Fortschritte machte und der Portugiesische Film seine schwächste Phase durchlebte, bis auf wenige Ausnahmen (etwa in der Literatur) also eine kulturell arme Zeit in Portugal, die von der Zensur der Estado Novo-Diktatur und einer gesellschaftlichen Lähmung geprägt war.
In Ermesinde wurde eine Straße nach ihm benannt.

## Filmografie
- 1946: Un ladrón de guante blanco, Regie: Ricardo Gascón
- 1946: Um Homem do Ribatejo, Regie: Henrique Campos
- 1947: Capas Negras, Regie: Armando de Miranda
- 1948: Não Há Rapazes Maus, Regie: Eduardo García Maroto
- 1950: Cantiga da Rua, Regie: Henrique Campos (auch Drehbuch)
- 1953: Rosa de Alfama, Regie: Henrique Campos
- 1958: O Homem do Dia, Regie: Henrique Campos (auch Produzent)
- 1964: A Canção da Saudade, Regie: Henrique Campos

## Diskografie
Die meisten seiner über 200 Aufnahmen erschienen in den 1940er und 1950er Jahren in mehreren Ländern als 78er-Schellackplatte. Hier aufgelistet sind daher nur die einheitlich katalogisierten Aufnahmen seit der Zeit der Vinylschallplatte. Zumeist sind dies Zusammenstellungen der bekanntesten Lieder Alberto Ribeiros.
- 1961: Alberto Ribeiro Canta (VDD, EP)
- 1964: Mondego Sonhador (Decca, EP)
- 1965: Alberto Ribeiro (Decca, EP)
- 1978: Os Maiores Successos de Alberto Ribeiro (Decca, LP)
- 1984: O Melhor de Alberto Ribeiro (EMI-VC, LP)
- 1985: Saudade (EMI-VC, LP)
- 1994: O Melhor de Alberto Ribeiro (Movieplay, CD)